# Madison Square Garden
O Madison Square Garden, coloquialmente conhecido como The Garden ou por suas iniciais MSG, é uma arena coberta multiuso na cidade de Nova York. Localizado no centro de Manhattan, entre as avenidas 7 e 8, das ruas 31 a 33, está situado no topo da Estação Pensilvânia. É o quarto local a levar o nome de "Madison Square Garden"; os dois primeiros (1879 e 1890) estavam localizados na Madison Square, na East 26th Street e na Madison Avenue, com o terceiro Madison Square Garden (1925) ficando na parte alta da cidade na Eighth Avenue e 50th Street.
A arena fica perto de outros marcos históricos do centro de Manhattan, incluindo o Empire State Building, Koreatown e o Macy's em Herald Square.
O Garden é usado principalmente para hóquei no gelo e basquete profissional e é usado esporadicamente para boxe, concertos, shows no gelo, circo, luta livre profissional e outras formas de esportes e entretenimento. É a casa oficial do New York Rangers da National Hockey League (NHL), do New York Knicks da National Basketball Association (NBA) e do time masculino do St. John's Red Storm da National Collegiate Athletic Association (NCAA). Ele também foi a casa ofical do New York Liberty da Women's National Basketball Association (WNBA) de 1997 a 2017.
Originalmente chamado de Madison Square Garden Center, o Garden foi inaugurado em 11 de fevereiro de 1968 e é o centro esportivo mais antigo da área metropolitana de Nova York. É a arena mais antiga da National Hockey League e da National Basketball Association. Em 2016, o MSG foi a segunda arena musical mais movimentada do mundo em termos de vendas de ingressos, atrás apenas da O2 Arena em Londres. Incluindo as duas grandes reformas, seu custo total de construção é de aproximadamente US$ 1,1 bilhão, e foi classificado como um dos 10 ginásios mais caros já construídos. A arena faz parte do complexo comercial e de escritórios do Pennsylvania Plaza, que leva o nome da estação ferroviária. Várias outras entidades operacionais relacionadas ao Garden compartilham seu nome.

## História

### Gardens anteriores
A Madison Square é formada pela interseção da 5ª Avenida com a Broadway na 23ª Rua em Manhattan. Ele recebeu o nome de James Madison, o quarto presidente dos Estados Unidos.
Dois locais chamados Madison Square Garden estavam localizados a nordeste da praça, o primeiro de 1879 a 1890, e o segundo de 1890 a 1925. O primeiro Garden, alugado para P. T. Barnum, não tinha telhado e era inconveniente para uso durante o mau tempo, por isso foi demolido após 11 anos. O Madison Square Garden II foi projetado pelo famoso arquiteto Stanford White. O novo edifício foi construído por um sindicato que incluía J. P. Morgan, Andrew Carnegie, P. T. Barnum, Darius Mills, James Stillman e W. W. Astor. White deu a eles uma estrutura Beaux-Arts com um toque mourisco, incluindo uma torre em forma de minarete modelada após a Giralda, a torre do sino da Catedral de Sevilha - com 32 andares - o segundo edifício mais alto da cidade na época - dominando o Madison Square Park. Tinha 61 m por 148 m, e o salão principal, que era o maior do mundo, media 61 m por 110 m, com assentos permanentes para 8 000 pessoas e espaço para outros milhares. Tinha um teatro com 1 200 lugares, uma sala de concertos com capacidade para 1 500, o maior restaurante da cidade e um cabaré na cobertura. O prédio custou US$ 3 milhões. O Madison Square Garden II não teve sucesso, como o primeiro Garden, e a New York Life Insurance Company, que mantinha a hipoteca sobre ele, decidiu demoli-lo em 1925 para abrir caminho para um novo edifício-sede, que se tornaria o marco histórico de Cass Gilbert.
Um terceiro Madison Square Garden foi inaugurado em um novo local, na 8th Avenue entre 49th e 50th Streets, de 1925 a 1968. A inauguração do terceiro Madison Square Garden ocorreu em 9 de janeiro de 1925. Projetado pelo famoso arquiteto teatral Thomas W. Lamb, foi construído ao custo de $ 4,75 milhões em 249 dias pelo promotor de boxe Tex Rickard; a arena foi apelidada de "A casa que Tex construiu". A arena tinha 61 m por 114 m, com assentos em três níveis e uma capacidade máxima de 18.496 espectadores para o boxe.
A demolição começou em 1968 após a abertura do Garden atual e foi concluída no início de 1969. O local é agora o One Worldwide Plaza.

### Garden Atual

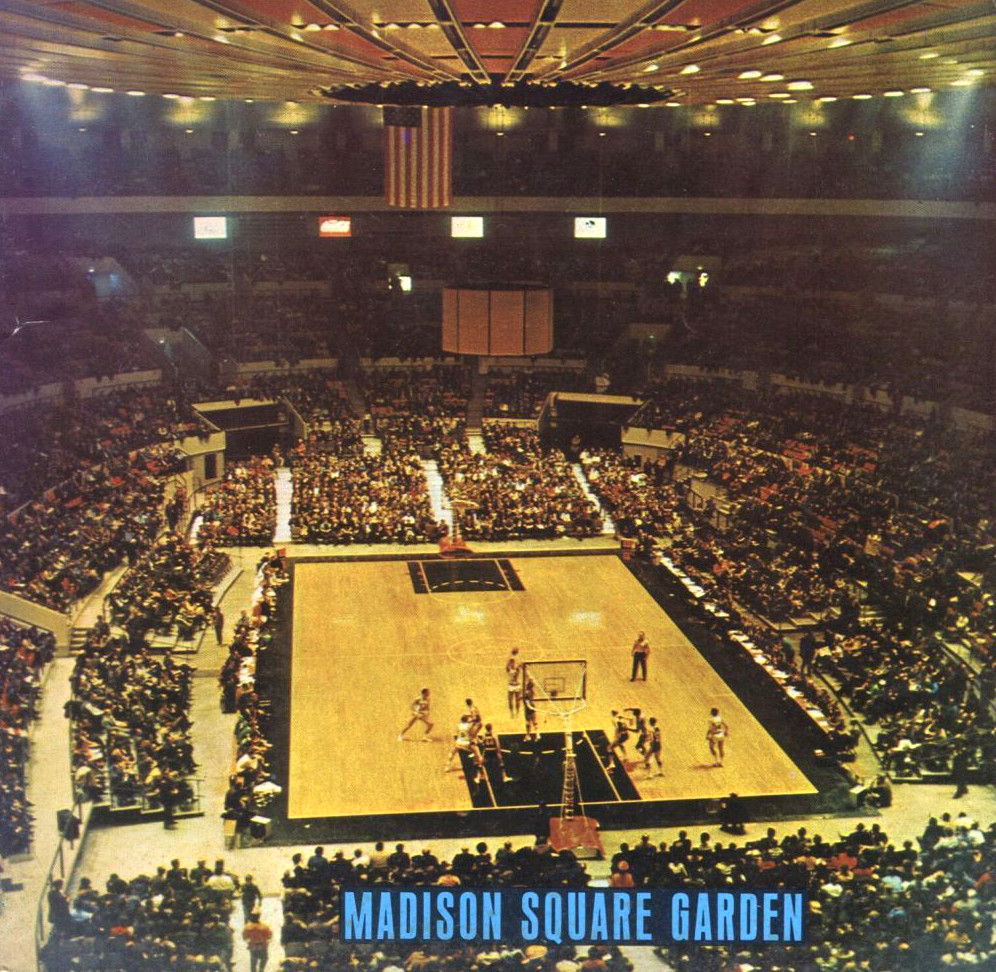
Um jogo de basquete no Madison Square Garden por volta de 1968.

Em fevereiro de 1959, Graham-Paige comprou uma participação de 40% no Madison Square Garden por $ 4 milhões e mais tarde ganhou o controle. Em novembro de 1960, o presidente da Graham-Paige, Irving Mitchell Felt, comprou da Pennsylvania Railroad os direitos de construção na Penn Station. Para construir a nova instalação, as partes acima do solo da Estação Pensilvânia original foram demolidas.
A nova estrutura foi uma das primeiras do tipo a ser construída sobre as plataformas de uma estação ferroviária ativa. Foi um feito de engenharia construído por Robert E. McKee de El Paso, Texas. O clamor público sobre a demolição da estrutura da Estação Pensilvânia - um excelente exemplo de arquitetura Beaux-Arts - levou à criação da Comissão de Preservação de Marcos da Cidade de Nova York. O local foi inaugurado em 11 de fevereiro de 1968. Comparando a nova e a velha Penn Station, o historiador da arquitetura de Yale, Vincent Scully, escreveu: "Alguém entra na cidade como um deus; entra agora como um rato".
Em 1972, Felt propôs mover os Knicks e os Rangers para um local então incompleto em New Jersey Meadowlands, o Meadowlands Sports Complex. O Garden também foi a arena dos New York Raiders / New York Golden Blades da World Hockey Association. O Meadowlands acabaria hospedando suas próprias equipes da NBA e da NHL, o New Jersey Nets e o New Jersey Devils, respectivamente. O New York Giants e New York Jets da National Football League (NFL) também se mudaram para lá. Em 1977, a arena foi vendida para a Gulf and Western Industries. Os esforços de Felt geraram polêmica entre o Garden e a cidade de Nova York sobre os impostos imobiliários. A divergência voltou a explodir em 1980, quando o Garden contestou novamente sua lei tributária. A arena, desde a década de 1980, tem gozado do status de isenção de impostos, sob a condição de que todos os jogos em casa dos Knicks e dos Rangers fossem jogados no MSG. Como tal, quando os Rangers jogam jogos em locais neutros - mesmo aqueles em Nova York, como o NHL Winter Classic de 2018, eles sempre foram designados como o time visitante.
Os proprietários do Garden gastaram US$ 200 milhões em 1991 para renovar as instalações e adicionar 89 suítes no lugar de centenas de assentos de nível superior. O projeto foi desenhado por Ellerbe Becket. Em 2004-2005, a Cablevision lutou com a cidade de Nova York sobre o proposto West Side Stadium, que foi cancelado. A Cablevision então anunciou planos de demolir o Garden, substituí-lo por arranha-céus comerciais e construir um novo Garden a um quarteirão de distância no local dos Correios James Farley. Enquanto isso, um novo projeto para renovar e modernizar o Garden completou a primeira fase a tempo para as temporadas de 2011-12 dos Rangers e dos Knicks, embora o vice-presidente do Garden diga que continua comprometido com a instalação de uma extensão da Penn Station em Farley Post Office.
O Madison Square Garden é a última arena da NBA e NHL a não ter o nome de um patrocinador corporativo.

#### Joe Louis Plaza
Em 1984, as quatro ruas imediatamente ao redor do Garden foram designadas como Joe Louis Plaza, em homenagem ao boxeador Joe Louis, que havia feito oito defesas de título bem-sucedidas no Madison Square Garden anterior.

### Reforma em 2011–2013

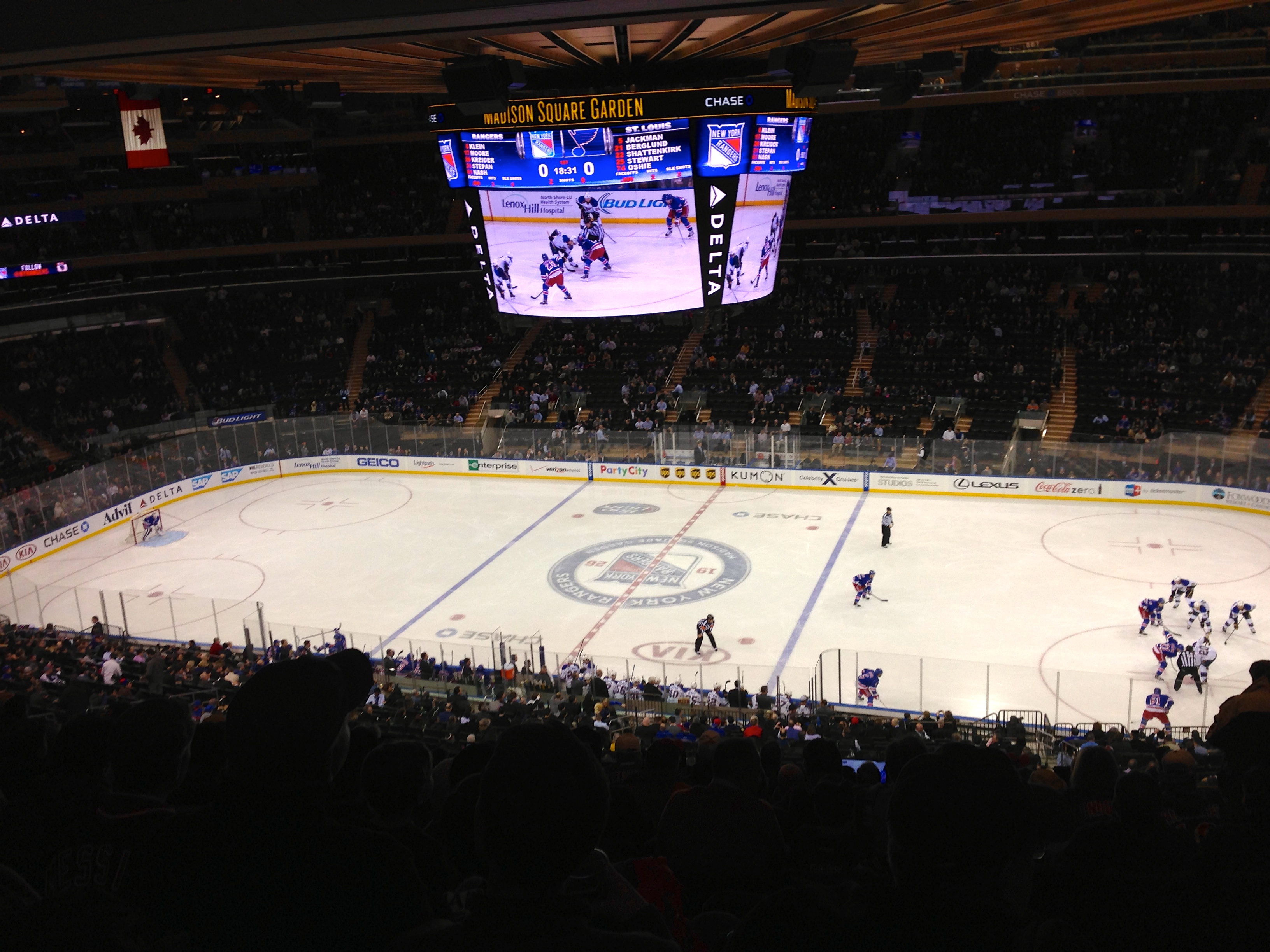
O Madison Square Garden completamente reformado em janeiro de 2014 (com um novo placar em HD), quando o New York Rangers jogava contra o St. Louis Blues.

A segunda renovação de US$ 1 bilhão do Madison Square Garden ocorreu principalmente em três temporadas. Foi definido para começar após as temporadas de hóquei / basquete de 2009-10, mas foi adiado para depois das temporadas de 2010-11. A renovação foi feita em fases, com a maioria do trabalho feito nos meses de verão para minimizar interrupções nas temporadas da NHL e da NBA. Enquanto os Rangers e os Knicks não foram para outros lugares, o Liberty jogou no Prudential Center em Newark, New Jersey.
Os novos recursos incluem uma entrada maior com quiosques interativos, varejo, espaço climatizado e estúdio de transmissão; saguões maiores; novos sistemas de iluminação e vídeo LED com HDTV; novo assento; duas novas passarelas de pedestres suspensas no teto para permitir que os fãs vejam diretamente os jogos que estão sendo disputados abaixo; mais opções de refeições; e camarins melhorados, vestiários, salas verdes, telhado melhorado e escritórios de produção. O saguão inferior, denominado Madison Concourse, permanece no 6º andar. O saguão superior foi realocado para o 8º andar e é conhecido como Garden Concourse. O 7º andar abriga o novo Madison Suites e o Madison Club. Os saguões reconstruídos são mais largos do que seus antecessores e incluem grandes janelas que oferecem vista para as ruas da cidade ao redor do Garden.

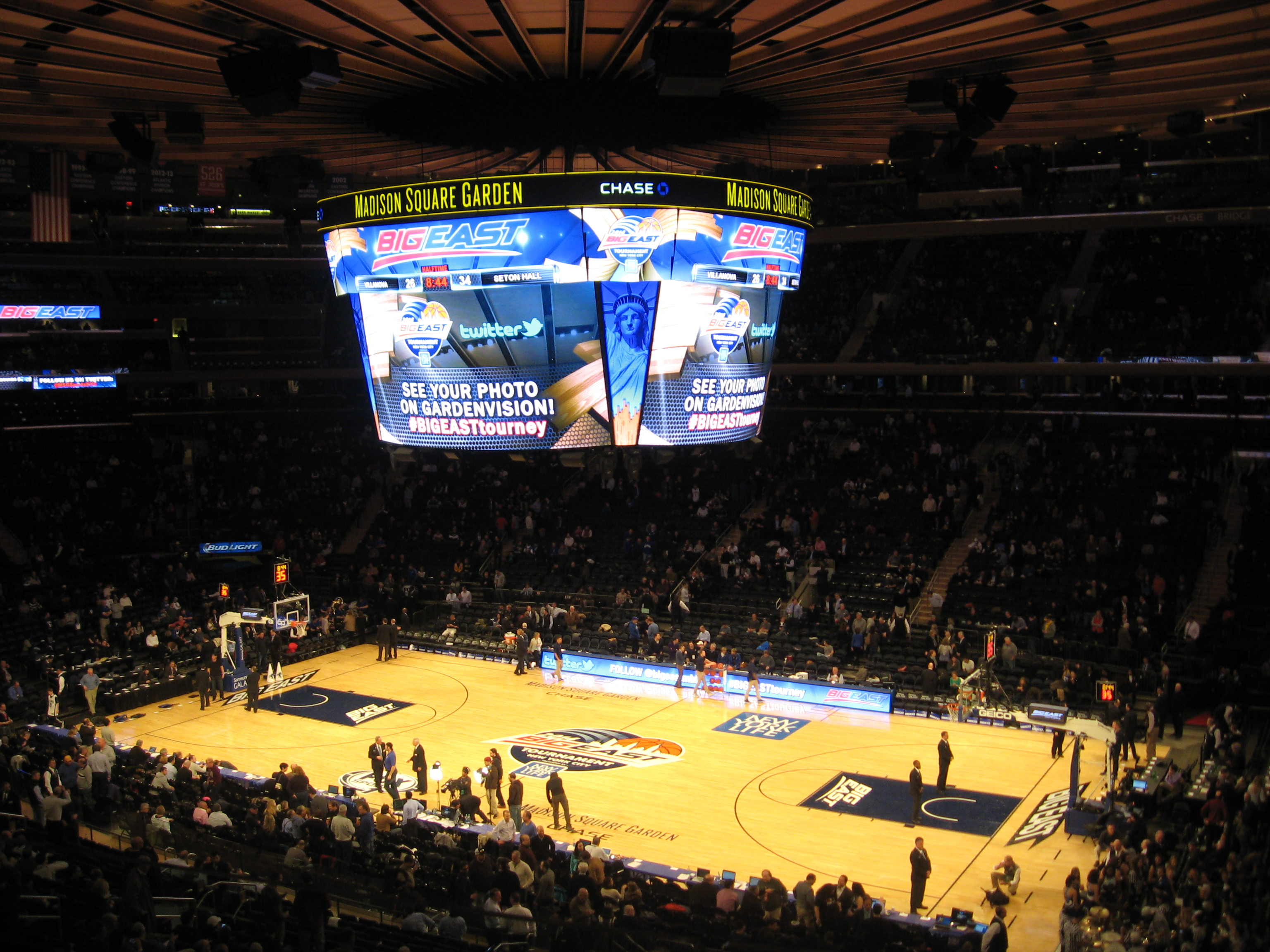
MSG durante o Torneio da Big East de 2014

A Fase 1 foi concluída para a temporada de de 2011-12 da NHL e da NBA. Um prolongado período de entressafra permitiu ao Garden que algum trabalho avançado começasse no novo upper bowl, que foi concluído a tempo para a temporada de 2012–13 da NBA e da NHL. Esse trabalho avançado incluiu a varanda oeste no 10º andar substituindo os camarotes e novos assentos no nível 300. A construção da Fase 2 foi concluída para as temporadas de 2012–13 da NHL e da NBA. A construção do novo lobby conhecido como Chase Square, junto com as Chase Bridges e o novo placar (Fase 3) foram concluídas para as temporadas de 2013–14 da NHL e da NBA.

## Eventos

### Eventos regulares

#### Esportes
O Madison Square Garden hospeda aproximadamente 320 eventos por ano. É a casa do New York Rangers da National Hockey League e do New York Knicks da National Basketball Association. Antes de 2020, o New York Rangers, o New York Knicks e a arena do Madison Square Garden eram todos propriedade da Madison Square Garden Company. A MSG Company se dividiu em duas entidades em 2020, com a Arena Garden e outros ativos não esportivos divididos no Madison Square Garden Entertainment e os Rangers e Knicks permanecendo com a empresa original, renomeada Madison Square Garden Sports. Ambas as entidades permanecem sob o controle de voto de James Dolan e sua família. A arena também recebe o Torneio de Basquete Masculino da Big East e as Finais do National Invitation Tournament. Ele também hospeda jogos caseiros selecionados do St. John's Red Storm, que representa a St. John's University no basquete universitário masculino, e quase qualquer outro tipo de atividade indoor que atraia um grande público, como o Westminster Kennel Club Dog Show e a Convenção Nacional Republicana de 2004.
O Garden foi a casa do Draft da NBA e NIT Season Tip-Off, bem como a antiga casa dos Ringling Bros. e Barnum & Bailey Circus e do Disney on Ice; todos os quatro eventos agora são realizados no Barclays Center no Brooklyn. A arena serviu como casa do New York Cosmos em metade de seus jogos em casa durante a temporada de 1983-84 da NASL Indoor.
Muitas das maiores lutas do boxe aconteceram no Madison Square Garden, incluindo a primeira luta de Muhammad Ali contra Joe Frazier e a estreia de Anthony Joshua nos Estados Unidos, que terminou em uma grande reviravolta. Antes de promotores como Don King e Bob Arum mudarem o boxe para Las Vegas, o Madison Square Garden era considerado a meca do boxe. O anel original de 5,6 m × 5,6 m, que foi trazido da segunda e terceira geração do Garden, foi oficialmente retirado em 19 de setembro de 2007 e doado ao Hall da Fama do Boxe Internacional após 82 anos de serviço. Um anel de 6,1 m × 6,1 m o substituiu a partir de 6 de outubro do mesmo ano.

#### Luta livre profissional
O Madison Square Garden é considerado a meca do wrestling profissional e a casa da World Wrestling Entertainment (anteriormente WWF e WWWF). O Garden acolheu três WrestleMania, mais do que qualquer outra arena, incluindo a primeira edição do evento anual da WWE, bem como a 10ª e 20ª edições. Também sediou o Royal Rumble em 2000 e 2008; SummerSlam em 1988, 1991 e 1998; bem como o Survivor Series em 1996, 2002 e 2011.
O New Japan Pro Wrestling (NJPW) e o Ring of Honor sediaram seu supershow G1 Supercard no local em 6 de abril de 2019, que esgotou os ingressos 19 minutos após serem colocados à venda. Um ano depois, foi anunciado que o New Japan Pro-Wrestling voltaria ao Madison Square Garden sozinho em 22 de agosto de 2020 para a NJPW Wrestle Dynasty. Em maio de 2020, NJPW anunciou que o show da Wrestle Dynasty seria adiado para 2021 devido ao COVID-19.

#### Concertos

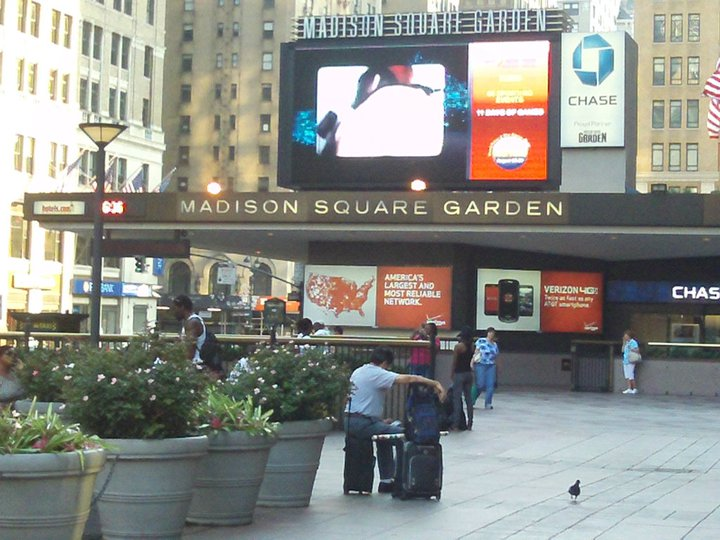
A marquise do Madison Square Garden em agosto de 2011

O Madison Square Garden hospeda mais eventos de concertos de alto nível do que qualquer outro local na cidade de Nova York. Foi o local da Bad World Tour de Michael Jackson, The Concert for Bangladesh de George Harrison, The Concert for New York City após os ataques de 11 de setembro, a última apresentação de John Lennon (durante um show de Elton John na Noite de Ação de Graças de 1974) antes de seu assassinato em 1980 e Elvis Presley, que fez quatro apresentações esgotadas em 1972, a primeira e a última em Nova York. O  Queen fez um grande show no dia 5 de fevereiro de 1977 na turnê A Day at the Races Tour e nos anos seguintes continou voltando para a arena fazendo shows cada vez mais impressionantes. O Parliament-Funkadelic foi a atração principal de vários shows esgotados em 1977 e 1978. O Kiss, que foi formado na cidade da arena e três de seus membros eram nascidos na cidade, fez quatro shows na arena em 1977 (o primeiro lá em 18 de fevereiro e mais três voltando em 14-16 de dezembro do mesmo ano) e outros dois shows em 1979 (24-25 de julho). Billy Joel, outro pop star nascido na cidade, fez seu primeiro show no Garden em 14 de dezembro de 1978. O show de três noites do Led Zeppelin em julho de 1973 foi gravado e lançado como filme e álbum intitulado The Song Remains The Same. O The Police fez seu último show de sua turnê de reunião no Garden em 2008. Bob Marley e The Wailers se apresentaram no local em 1978, 1979 e 1980 como parte da Kaya Tour, Survival Tour e Uprising Tour, respectivamente.

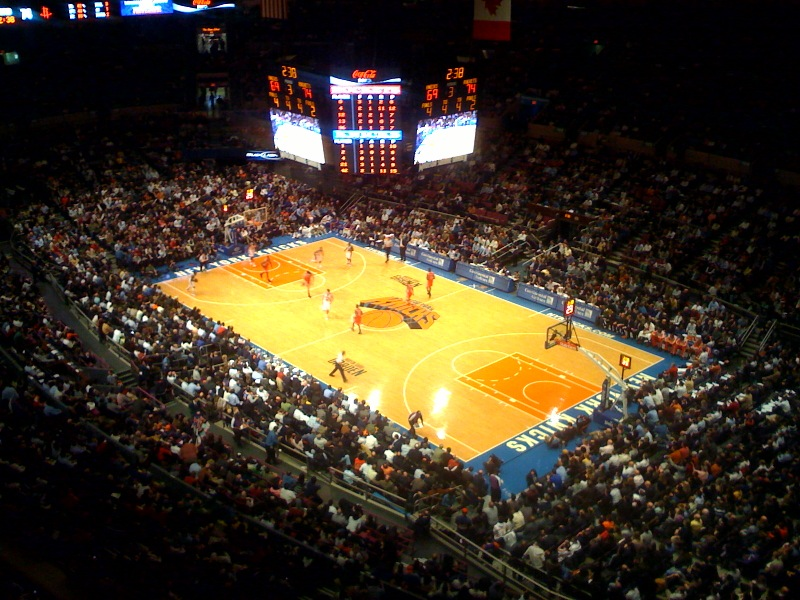
O Madison Square Garden em janeiro de 2009 quando o New York Knicks jogou contra o Houston Rockets

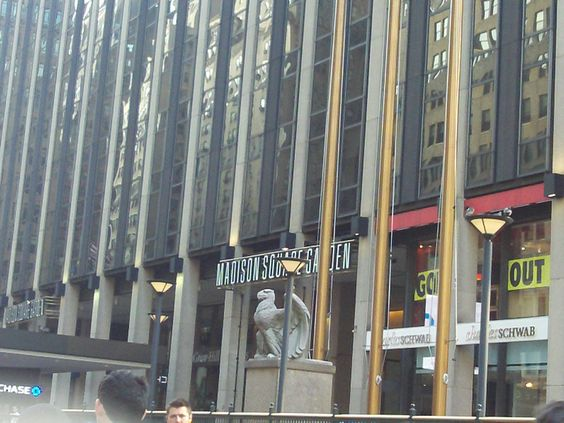
A entrada da Sétima Avenida para o MSG em 2011

No verão de 2017, Phish realizou 13 concertos consecutivos no local, que o Garden comemorou adicionando um banner com o tema Phish às vigas. Com seu primeiro show no MSG ocorrendo em 30 de dezembro de 1994, o "Bakers 'Dozen" elevou o número total de shows de Phish lá para 64.
Em um ponto, Elton John deteve o recorde de todos os tempos de mais apresentações no Garden com 64 shows. Em um comunicado à imprensa de 2009, John foi citado como tendo dito "Madison Square Garden é meu local favorito em todo o mundo. Eu escolhi fazer meu show de aniversário de 60 anos lá, por causa de todas as memórias incríveis que tive de tocar no local". Billy Joel, que quebrou o recorde, afirmou que "Madison Square Garden é o centro do universo no que me diz respeito. Tem a melhor acústica, o melhor público, a melhor reputação e a melhor história de grandes artistas que tocou lá. É o icônico e sagrado templo do rock and roll para a maioria dos shows em turnê e, sendo um nova-iorquino, tem um significado especial para mim".

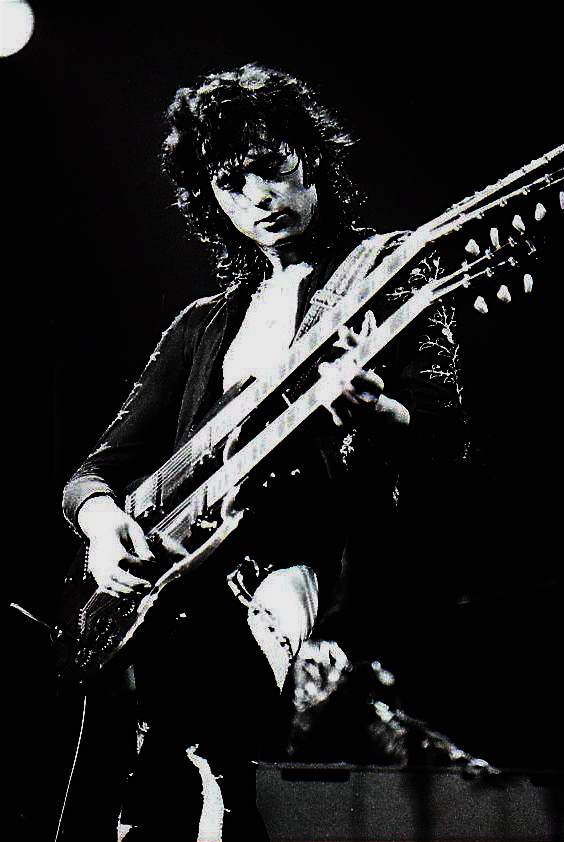
O guitarrista do Led Zeppelin, Jimmy Page, se apresentando no Madison Square Garden em 1973.

O Grateful Dead se apresentou no local 53 vezes de 1979 a 1994, sendo o primeiro show em 7 de setembro de 1979 e o último em 19 de outubro de 1994. A temporada mais longa foi em setembro de 1991.
Madonna se apresentou neste local em um total de 31 concertos, os dois primeiros durante sua Virgin Tour em 1985, em 10 e 11 de junho, e o mais recente foi a estadia de duas noites durante sua Rebel Heart Tour em 16 e 17 de setembro de 2015.
Bruce Springsteen fez 47 shows neste local, muitos com a E Street Band, incluindo uma sequência de 10 noites de shows esgotados entre 12 de junho e 1º de julho de 2000, no final da turnê E Street Reunion.
O U2 se apresentou 28 vezes na arena: a primeira foi no dia 1º de abril de 1985, durante a Unforgettable Fire Tour, para uma multidão de 19.000 pessoas. A banda The Who se apresentou no local 32 vezes, incluindo uma noite de quatro shows em 1974, uma noite de cinco shows em 1979, uma noite de seis shows em 1996 e uma noite quatro shows em 2000 e 2002.
Em 10 de março de 2020, uma celebração do 50º aniversário da The Allman Brothers Band intitulada 'The Brothers' ocorreu com os cinco membros sobreviventes da formação final dos Allman Brothers e Chuck Leavell. Dickey Betts foi convidado a participar, mas sua saúde o impediu de viajar. O show foi o último evento a acontecer no Garden antes que a pandemia de coronavírus na América do Norte forçasse o fechamento de grandes reuniões.

#### Outros eventos

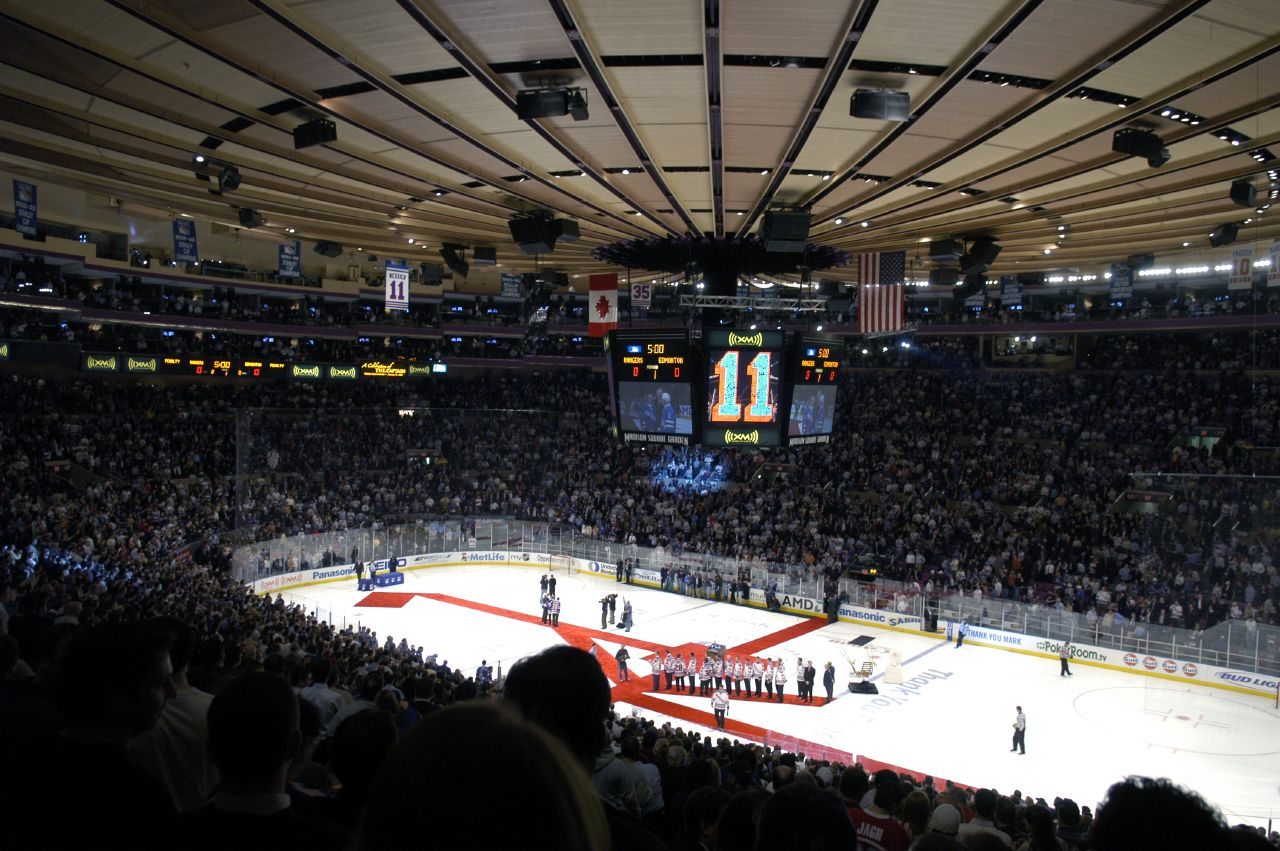
Madison Square Garden, como apareceu durante "Mark Messier Night" em 12 de janeiro de 2006.

A arena já sediou a Convenção Nacional Democrata de 1976, 1980 e 1992, a Convenção Nacional Republicana de 2004 e o Draft da NFL por muitos anos (mais tarde realizado no Radio City Music Hall). De 1982 a 1990, a Igreja de Deus em Cristo de Nova York sob a liderança do Bispo F.D. Washington usou o Madison Square Garden para sua sagrada convocação anual. Jeopardy Teen Tournament / Celebrity Jeopardy foi filmado no MSG em 1999 e o Wheel of Fortune em 1999 e 2013.
A New York Police Academy, o Baruch College / CUNY e a Yeshiva University também realizam suas cerimônias de graduação anuais no Madison Square Garden. A arena também sediou o Grammy Awards de 1972, 1997, 2003 e 2018 (que normalmente são realizados em Los Angeles), bem como o Grammy Latino de 2006.
O grupo e as competições Best in Show do Westminster Kennel Club Dog Show acontecem no MSG todo mês de fevereiro desde 1877, tornando-o o mais antigo locatário contínuo do MSG.

### Eventos notáveis e significativos
O Garden sediou as finais da Stanley Cup e da NBA simultaneamente em duas ocasiões: 1972 e 1994.
MSG hospedou os seguintes jogos All-Star:
- NHL All-Star Game: 1973, 1994
- All-Star Game da NBA: 1998, 2015
- WNBA All-Star Game: 1999, 2003, 2006

O UFC realizou seu primeiro evento na cidade de Nova York, o UFC 205, no Madison Square Garden em 12 de novembro de 2016. Este foi o primeiro evento que a organização realizou depois que o estado de Nova York suspendeu a proibição das artes marciais mistas.

## Reconhecimento

### Gold Ticket Awards
Em 1977, o Madison Square Garden anunciou que os Gold Ticket Awards seriam dados aos artistas que trouxessem mais de 100.000 unidades de vendas de ingressos para o local. Já que a capacidade da arena é de cerca de 20.000, isso exigiria um mínimo de cinco shows esgotados. Os artistas que estavam qualificados para o prêmio no momento de sua inauguração incluíam Chicago, John Denver, Peter Frampton, Rolling Stones, Jackson 5, Elton John, Led Zeppelin, Sly Stone, Jethro Tull, The Who e Yes. Graeme Edge, que recebeu seu prêmio em 1981 como membro do The Moody Blues, disse que achou seu Gold Ticket Awards uma interessante peça de memorabilia porque ele poderia usá-lo para comparecer a qualquer evento no Garden. Muitos outros artistas receberam um Gold Ticket Award desde 1977.

### Platinum Ticket Awards
O Madison Square Garden também concedeu o Platinum Ticket Awards para artistas que venderam mais de 250 000 ingressos para seus shows ao longo dos anos. Os vencedores do Platinum Ticket Awards incluem: The Rolling Stones (1981), Elton John (1982), Yes (1984), Billy Joel (1984) e The Grateful Dead (1987).

### Hall da Fama

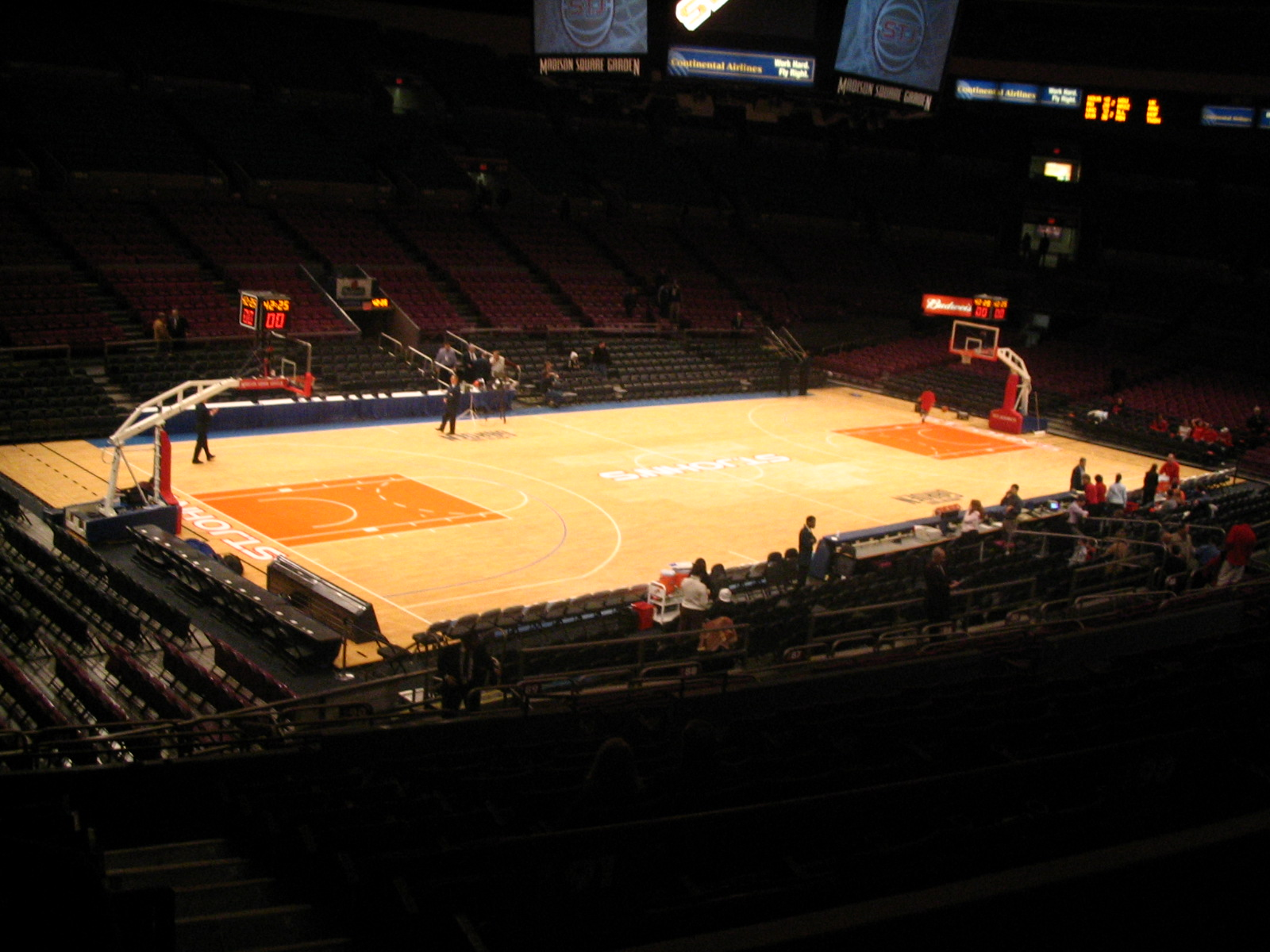
A Quadra de basquete do Madison Square Garden para um jogo de basquete do St. John's College em 2005

O Hall da Fama do Madison Square Garden homenageia aqueles que demonstraram excelência em seus campos no Garden. A maioria dos indicados foram figuras do esporte, no entanto, alguns artistas também foram indicados. Elton John foi relatado como a primeira figura não esportiva incluída no Hall da Fama do MSG em 1977 pelo "recorde de público de 140 000 pessoas" em junho daquele ano. Pela realização de "13 shows esgotados" no local, os Rolling Stones foram incluídos no Hall da Fama do MSG em 1984, junto com nove figuras do esporte, elevando o número de membros do salão para 107.

### Calçada da Fama
A passagem que leva à arena do Madison Square Garden foi designada como a "Calçada da Fama" em 1992. Foi estabelecida "para reconhecer atletas, artistas, locutores e treinadores por suas realizações extraordinárias e performances memoráveis no local". Cada pessoa é homenageado com uma placa que lista a categoria de atuação na qual suas contribuições foram feitas. Vinte e cinco atletas foram introduzidos na Calçada da Fama do MSG em sua cerimônia inaugural em 1992, um jantar de gala para arrecadar dinheiro para combater a esclerose múltipla. Elton John foi o primeiro artista a ser introduzido na Calçada da Fama do MSG em 1992. Billy Joel foi introduzido em uma data após Elton John, e os Rolling Stones foram introduzidos em 1998. Em 2015, os Grateful Dead foram introduzidos na Calçada da Fama do MSG junto com pelo menos três figuras relacionadas ao esporte.

## Capacidade
| Anos          | Capacidade |
| ------------- | ---------- |
| 1968–1971     | 19 500     |
| 1971–1972     | 19 588     |
| 1972–1978     | 19 693     |
| 1978–1989     | 19 591     |
| 1989–1990     | 18 212     |
| 1990–1991     | 19 081     |
| 1991–2012     | 19 763     |
| 2012–2013     | 19 033     |
| 2013–Presente | 19 812     |

| Anos          | Capacidade |
| ------------- | ---------- |
| 1968–1972     | 17 250     |
| 1972–1990     | 17 500     |
| 1990–1991     | 16 792     |
| 1991–2012     | 18 200     |
| 2012–2013     | 17 200     |
| 2013–Presente | 18 006     |

### Hulu Theatre

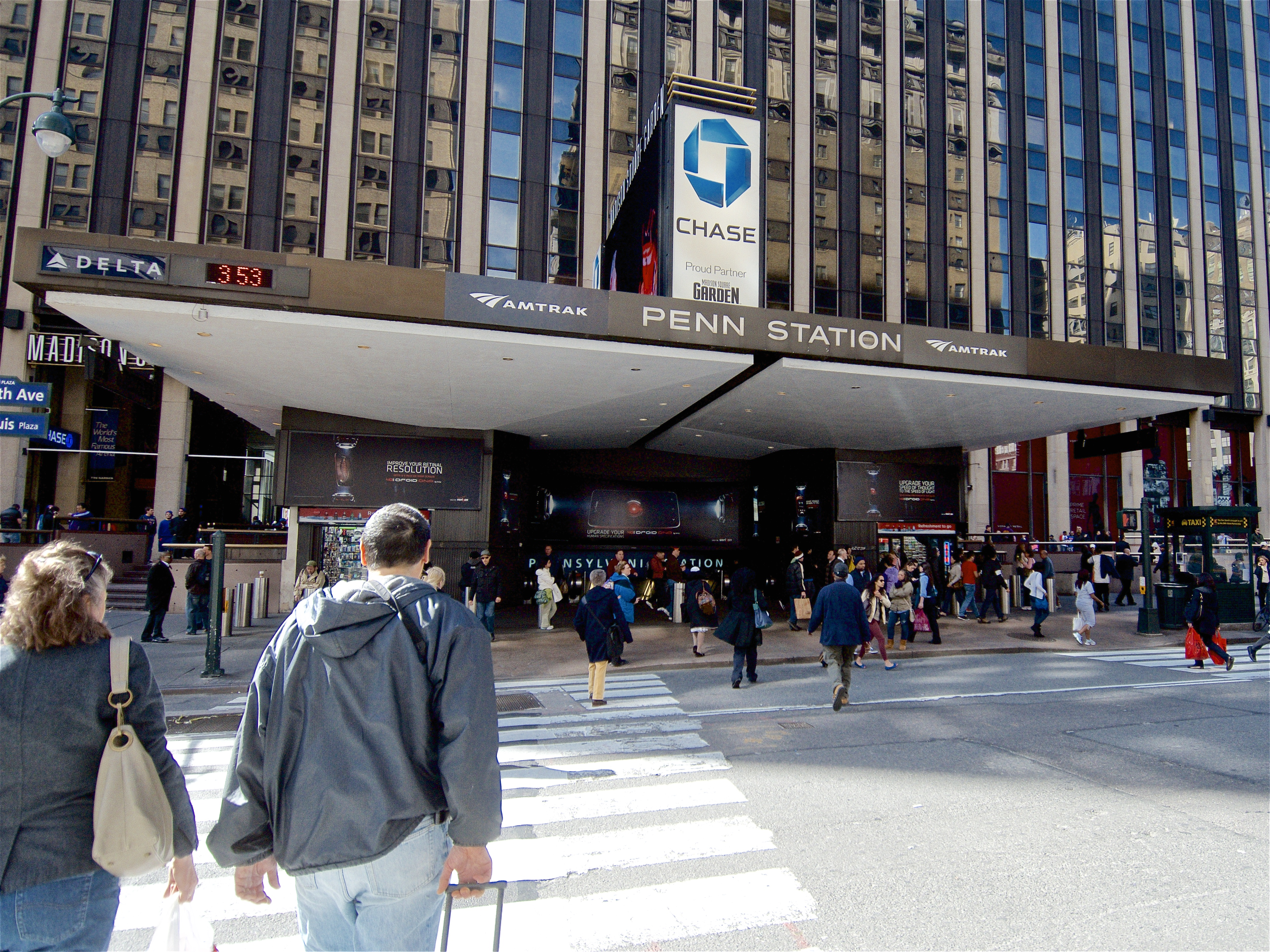
A entrada da 7ª Avenida para o Madison Square Garden e a Penn Station em 2013.

O Hulu Theatre no Madison Square Garden acomoda entre 2 000 e 5 600 lugares para shows e também pode ser usado para reuniões, shows e cerimônias de formatura. Foi a casa do Draft da NFL até 2005, quando se mudou para o Jacob K. Javits Convention Center depois que a administração do MSG se opôs a um novo estádio para o New York Jets. Ele também hospedou o Draft da NBA de 2001 a 2010. O Hulu Theatre também hospeda ocasionalmente lutas de boxe.
No outono de 1999, o Jeopardy! foi realizadas no Hulu Theatre. O Wheel of Fortune foi gravado no Hulu Theatre por duas vezes em 1999 e 2013. Em 2004, foi o palco da final do Survivor: All-Stars. Nenhum assento está a mais de 54 m do estágio de 30'× 64'. O Hulu Theatre tem um teto relativamente baixo de 6,1 m no nível do palco e todos os seus assentos, exceto os camarotes nas duas paredes laterais, estão em um nível inclinado para trás do palco. Também há um saguão de 740 m².

## Acessibilidade e transporte
O Madison Square Garden fica diretamente no topo de um importante centro de transporte na Pennsylvania Station, com acesso ao serviço de trens urbanos da Long Island Rail Road e do New Jersey Transit, bem como da Amtrak. O Garden também pode ser acessado pelo metrô de Nova York. Os trens A, C e E param na 8th Avenue e os trens 1, 2 e 3 na 7th Avenue na Penn Station. O Garden também pode ser alcançado a partir da vizinha Herald Square com os trens B, D, F, <F>, M, N, Q, R e W na estação 34th Street - Herald Square, bem como o serviço de trem PATH da 33rd Estação.

## Galeria

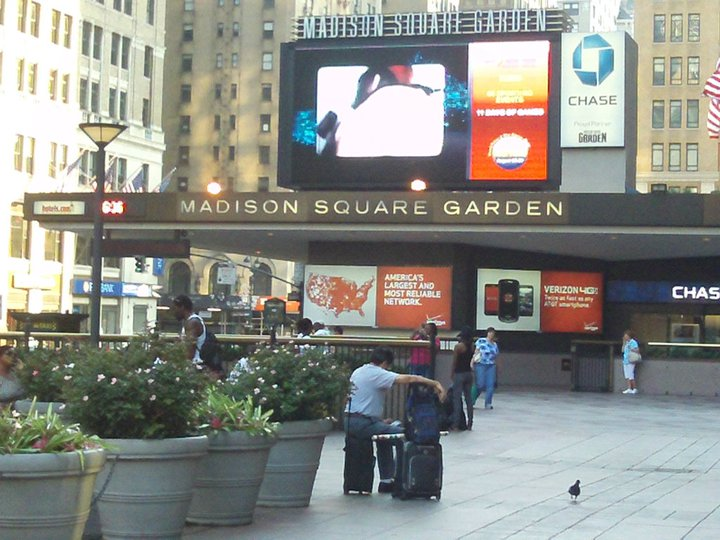
Marquise do Madison Square Garden, agosto de 2011
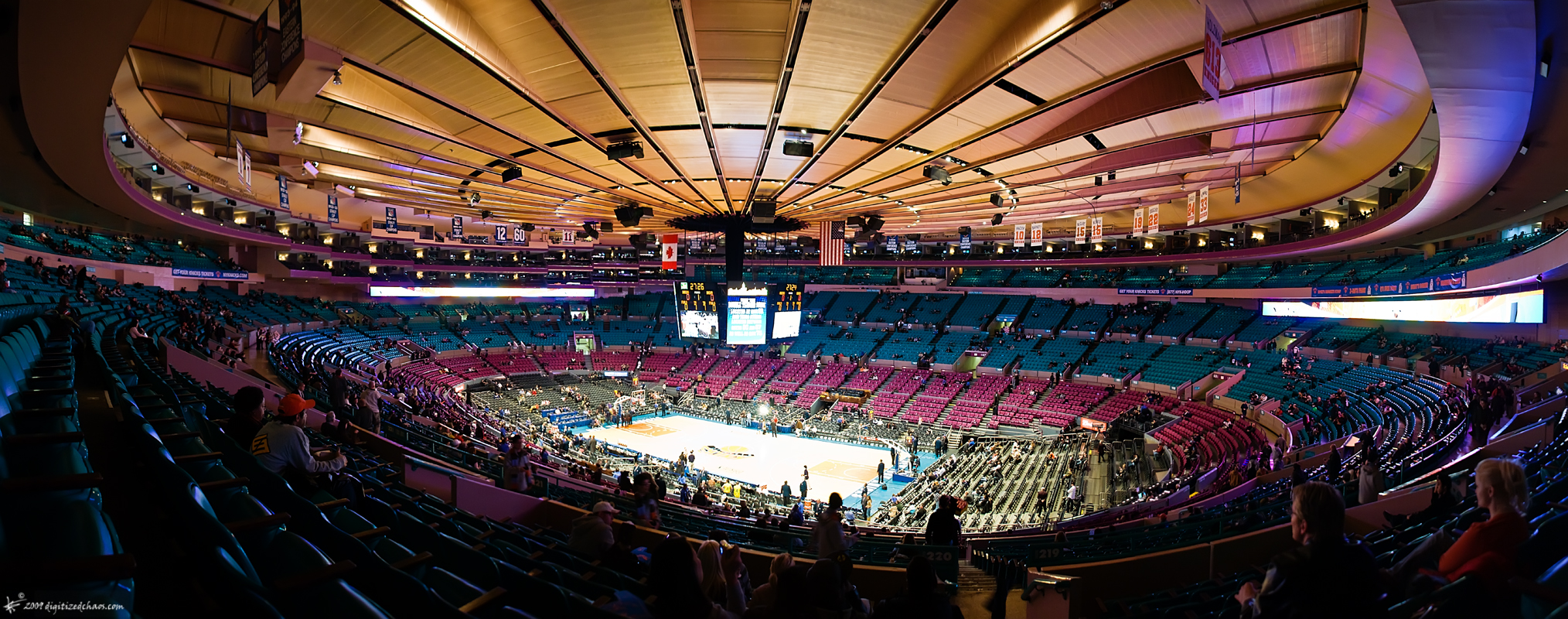
interior do MSG na configuração para basquetebol
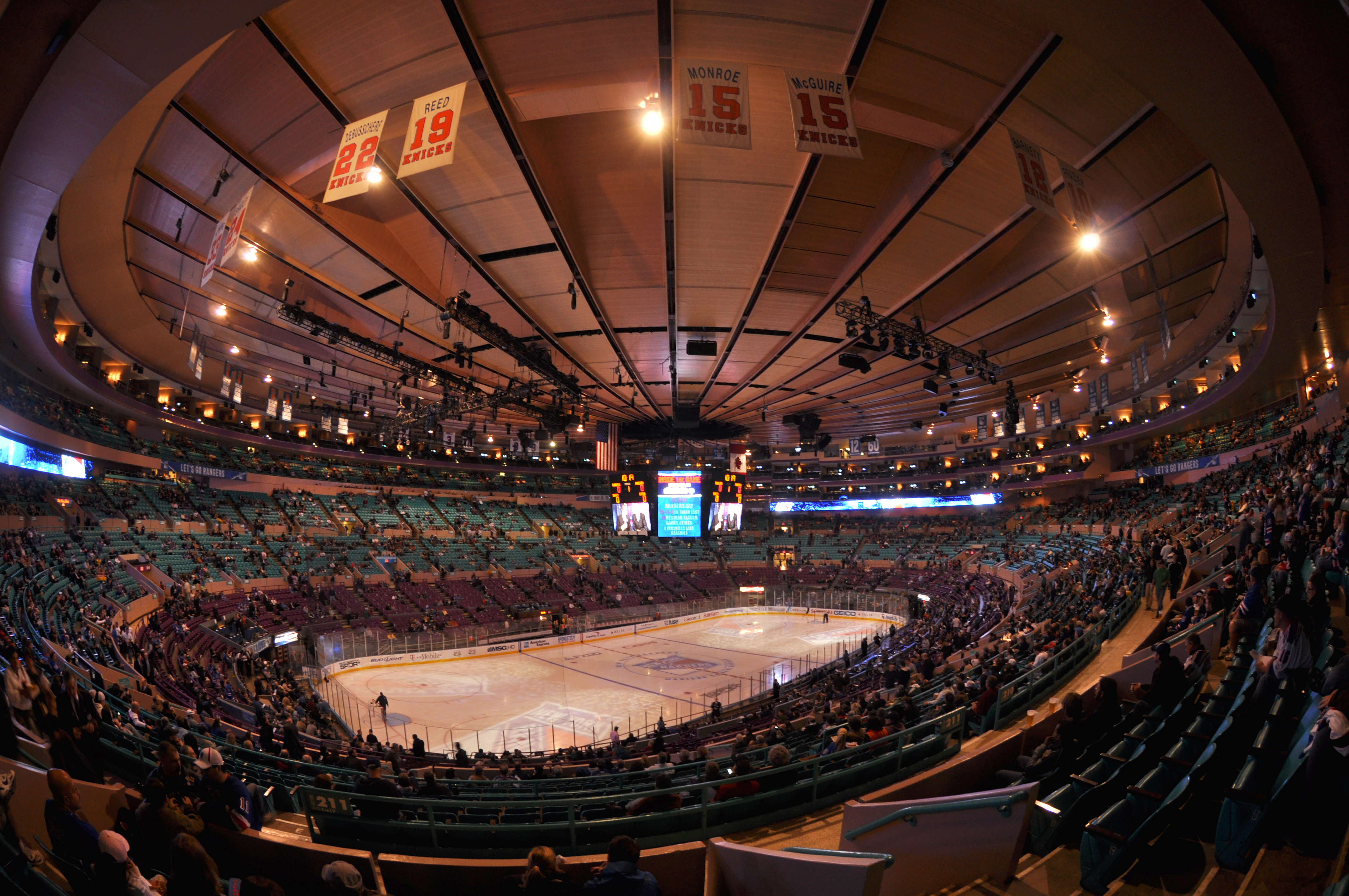
Interior do MSG na configuração para hóquei no gelo
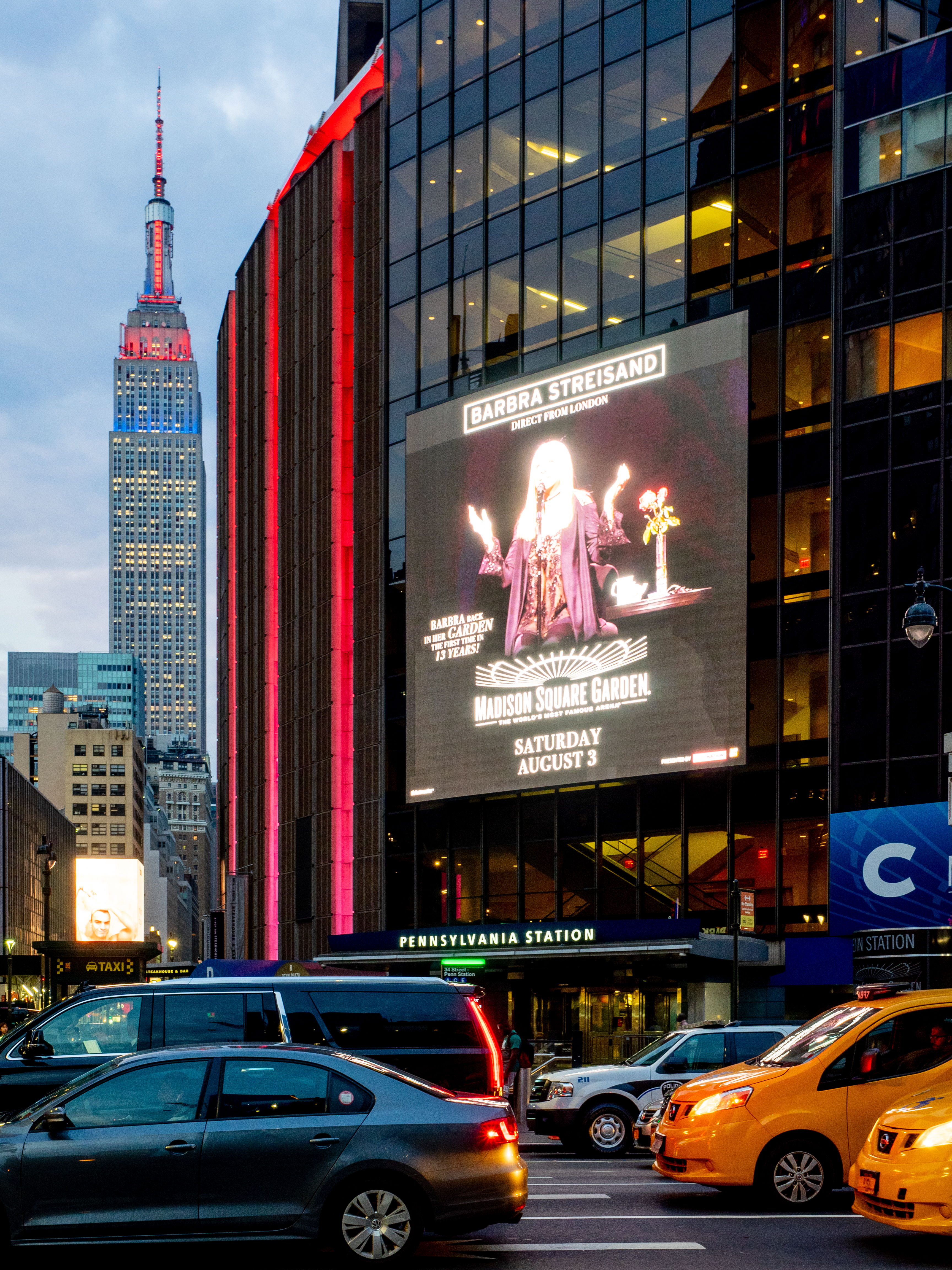
Madison Square Garden com o Empire State Building ao fundo
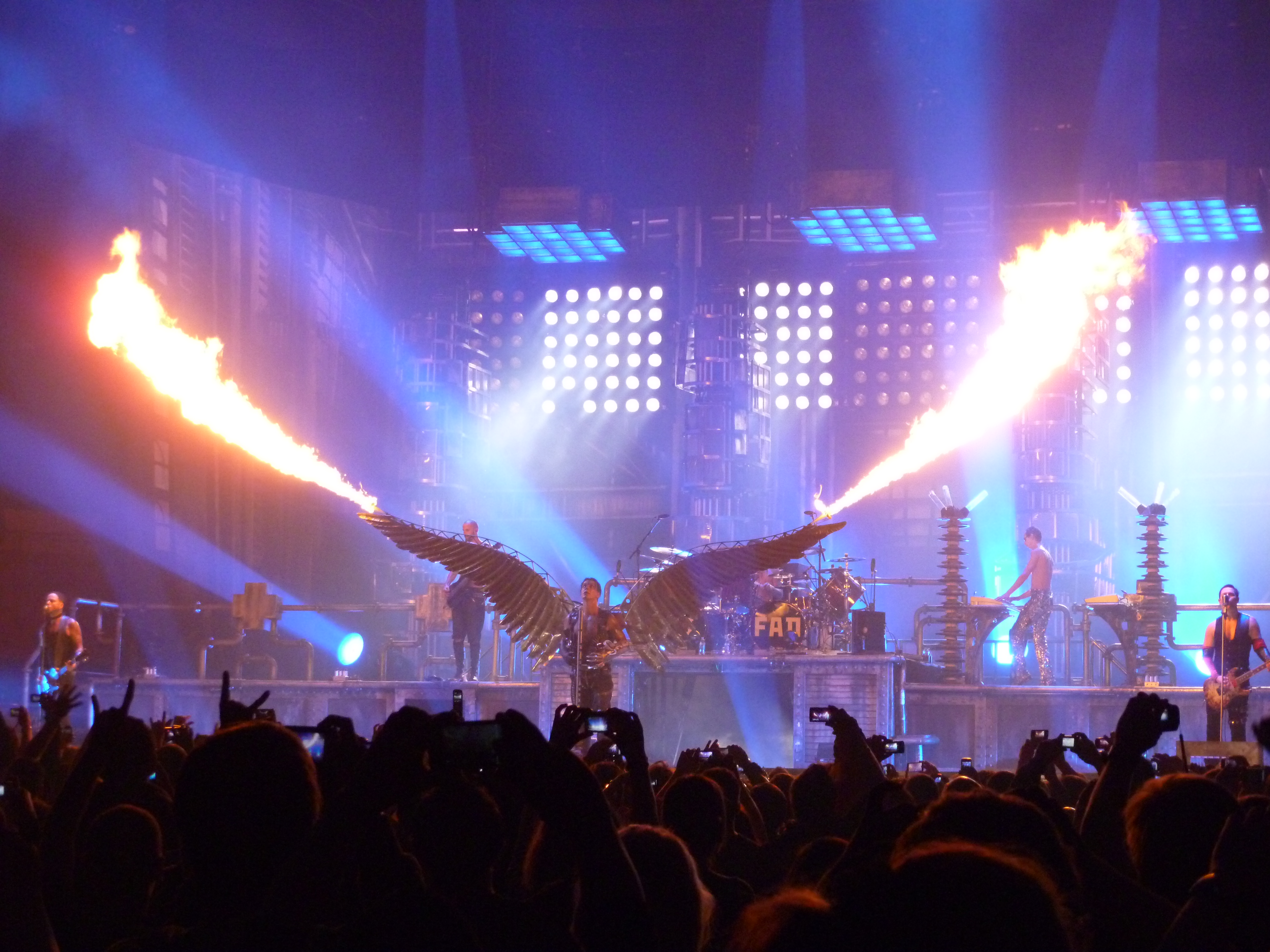
Rammstein em apresentação no Madison Square Garden durante turnê do LIFAD